# En kurs i mirakler
En kurs i mirakler (engelska: A Course in Miracles), även känd som Acim eller Kursen (the Course) är en bok för självstudier i andlighet som förespråkar en absolut monistisk metafysik som förespråkar förlåtelse i vardagslivet.
Det finns ingen författare angiven, varken på bokomslaget eller på den upphovsrättsskyddade publikationens titelsida, inte heller finns det något namn listat för författare eller skapare i USA:s kongressbibliotek. Emellertid finns det i kursens förord, under avsnittet kallat "How it came" en text av Helen Schucman som beskriver hur materialet blev till. Schucman påstår sig ha skrivit boken, med hjälp av William Thetford, baserat på en inre röst. I avsnittets sista stycke förklarar Schucman varför författarnamnen inte står på omslaget.
Den senast upphovsrättskyddade, publicerade upplagan av boken är den enda utgåvan som innehåller allt material som Schucman gett tillstånd att trycka. Den är publicerad av Foundation for Inner Peace. Upplagan består av förord, text, arbetsbok för studerande, manual för lärare inklusive begreppsförklaringar, samt två bilagor om psykoterapi samt "The Song of Prayer".
Judith Skutch Whitson, verkställande direktör och ordförande för Foundation for Inner Peace har uppgett att boken tryckts i nära två miljoner exemplar sedan den första upplagan kom ut 1976. Boken har översatts till 19 språk med åtta nya översättningar under utgivning 2010. En svensk översättning kom 2007.